# West Branch (Michigan)
West Branch település az Amerikai Egyesült Államok Michigan államában, Ogemaw megyében, melynek megyeszékhelye is. Lakosainak száma 2351 fő (2020. április 1.).

## Népesség
A település népességének változása:

| 2010 | 2 139 |
| 2020 | 2 351 |